# Gobierno títere

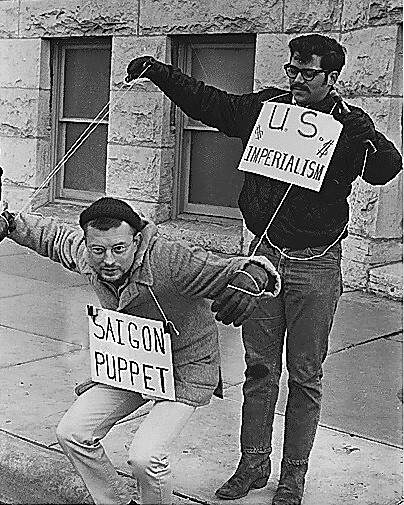
Protesta contra la guerra de Vietnam, 1967. El hombre de pie, con un cartel que lo identifica como el imperialismo estadounidense, maneja una marioneta identificada como el títere de Saigón, en referencia a Vietnam del Sur.

Gobierno títere, régimen títere o Estado títere son términos utilizados para referirse a un gobierno que debe su existencia (u otra cuestión importante) a la instauración, apoyo o control por parte de una entidad más poderosa, típicamente una potencia extranjera.
El término es partidista y propenso a conflictos semánticos, y es usado casi exclusivamente por los detractores de tales gobiernos, independientemente de que la mayoría de los ciudadanos afectados reconozca la clasificación o se oponga a ese tipo de gobierno. Con frecuencia, un gobierno es denominado títere por un gobierno rival que emplea el término para cuestionar la legitimidad de ese gobierno. Además, suele implicar la falta de legitimidad de ese gobierno, desde el punto de vista del que usa el término.
Los estados títeres ofrecen al país controlador varias ventajas estratégicas, económicas y políticas al extender su influencia, acceder a recursos y gestionar la estabilidad regional, al tiempo que minimizan los costos directos y las responsabilidades administrativas.
Por ejemplo, los gobiernos de Corea del Norte y Corea del Sur han utilizado a lo largo de su historia con frecuencia la retórica de que ellos son en realidad los únicos gobernantes de la península y de que el otro gobierno es meramente un títere de la Unión Soviética o de los Estados Unidos, respectivamente.

## Características
Un Estado títere conserva la parafernalia externa de un Estado soberano (como un nombre, bandera nacional, himno, constitución, códigos de ley, lema y gobierno), pero en realidad es un órgano de otro estado que crea,
patrocina o controla el gobierno del estado títere (el "gobierno títere"). El derecho internacional no reconoce estados títeres ocupados como legítimos.
Los estados títeres pueden dejar de ser títeres a través de:
- la derrota militar del estado «maestro» (como en Europa y Asia en 1945),
- absorción en el estado maestro (como en la antigua Unión Soviética),
- revolución, sobre todo después de la retirada de las fuerzas de ocupación extranjeras (como Afganistán en 1992), o
- logro de la independencia a través de métodos de construcción del estado (especialmente a través de la descolonización).

## Ejemplos

### SigloXIX

Mapa del Imperio Napoleónico, que se caracterizó por la creación de múltiples monarquías títeres por Napoleón Bonaparte, colocando a sus hermanos como reyes de las mismas (José Bonaparte en España, Luis Bonaparte en Países Bajos, Jerónimo Bonaparte en Westfalia, Carolina Bonaparte en Nápoles y Elisa Bonaparte en La Toscana).

- La República Bátava se estableció en las antiguas Provincias Unidas de los Países Bajos cuando fueron ocupadas en 1795 por tropas francesas en el contexto de las guerras revolucionarias francesas.
- La Confederación del Rin creada por Napoleón I en 1806 como reemplazo al Sacro Imperio Romano Germánico.
- El Gran Ducado de Varsovia creado por Napoleón I en 1807 para formar un estado colchón entre la Europa napoleónica y Rusia Zarista.
- El Reinado de José I en España en 1808 para los intereses de Francia.
- El Imperio del Brasil pensado en 1822 como títere de Portugal.
- La República de Texas, que existió durante apenas diez años antes de ser anexionada por los Estados Unidos de América.
- El Segundo Imperio Mexicano creado en 1863 por Napoleón III de Francia como dique para frenar el expansionismo estadounidense y como ancla para Francia en América.

### Establecidos durante laPrimera Guerra Mundialy laRevolución rusa
- La Regencia de Polonia, establecida en 1916 por el Imperio alemán.
- El Reino de Lituania, creado en 1918 por Alemania.
- La República del Lejano Oriente, maquinada por los bolcheviques (1920-1923) en el Lejano Oriente ruso.
- El Hetmanato de Ucrania, establecido en 1918 por Alemania
- El Reino de Finlandia, establecido en 1917 por Alemania.
- La República Popular Bielorrusa, referido por los alemanes como "Rutenia Blanca".
- El Ducado de Curlandia y Semigalia, establecido en 1918 por Alemania.
- El Ducado Unido del Báltico, un Estado propuesto en los actuales Estonia y Letonia.
- La República Democrática de Georgia, establecida en 1918 y disuelta en 1921.

### Establecidas por elImperio japonés
- Manchukuo, impuesto en Manchuria por Japón en la década de 1930[4]
- Mengjiang, similar a Manchukuo pero en Mongolia Interior.[5]
- El Gobierno Autónomo de Hebei Oriental
- El Gobierno Reformado de la República de China
- El Gobierno provisional de la República de China[6]
- El gobierno nacionalista de Wang Jingwei[7]
- El Gobierno provisional para una India libre

### Establecidos por laItalia fascistay laAlemania nazi
- Bélgica ocupada (1939-1945): el movimiento violento rexista había alcanzado cierto éxito electoral en los años 30 y muchos de sus miembros apoyaron la ocupación nazi durante la Segunda Guerra Mundial.
- El Estado Eslovaco gobernado por Jozef Tiso
- La Francia de Vichy de Philippe Pétain.
- El Estado Helénico.[8]
- Estado Húngaro (1944-1945) de Ferenc Szálasi
- La República Social Italiana, estado títere de Alemania después de que el Reino de Italia se rindiese a los Aliados en 1943. Dirigida por Benito Mussolini
- El Estado Independiente de Montenegro
- El Estado Independiente de Croacia dirigido por el movimiento terrorista Ustacha de Ante Pavelić.
- El Gobierno de Salvación Nacional de Serbia de Milan Nedić

### Establecidos durante la Guerra Fría
- La mayor parte de las repúblicas socialistas formadas en el este de Europa eran consideradas gobiernos títeres o estados satélites de la Unión Soviética por parte de los gobiernos occidentales. A su vez, varias dictaduras surgidas en América Latina, Asia y África fueron consideradas gobiernos títeres de las potencias occidentales por parte de sus detractores.
- Corea del Norte y Corea del Sur, dependiendo ambos de la Unión Soviética y Estados Unidos respectivamente.
- Los gobiernos de Diem y Nguyên Van Thieu en Vietnam del Sur, apoyados por Estados Unidos
- El régimen de Joaquín Balaguer en la República Dominicana, establecido por Estados Unidos
- Chipre del Norte, dependiente de Turquía.

### Posteriores al final de la Guerra Fría
- Artsaj, dependiente de Armenia.
- La República de Abjasia, apoyada por Rusia.
- La República de Osetia del Sur, apoyada por Rusia.
- La República de Kosovo tras la intervención de la OTAN en Yugoslavia.[9]
- La República Islámica de Afganistán tras la expulsión de los talibanes.
- La República Popular de Donetsk y la República Popular de Lugansk, apoyados por Rusia.
- El Gobierno Interino Sirio, apoyado por Estados Unidos y la Unión Europea.
- El Cinturón de seguridad en el norte de Siria, con un gobierno que se autodenomina representante de los sirios, dependiente de Turquía.

## Provecho para el estado controlador
Un estado títere es una entidad política que, aunque oficialmente independiente, está bajo el control o influencia significativa de una nación más poderosa. Desde la perspectiva del país controlador, existen diversos beneficios que puede obtener al establecer y mantener un estado títere, varios de estos beneficios pueden haber motivado el establecer este tipo de control y dominio. Los hechos históricos indicados a continuación son ejemplos de estos posibles provechos.

### Influencia estratégica y política
Geopolítica: Un estado títere permite al país controlador ampliar su influencia y presencia en regiones estratégicas sin necesidad de una administración directa. Esta situación es particularmente valiosa en áreas de interés geopolítico, como aquellas ricas en recursos naturales o situadas en ubicaciones estratégicamente relevantes.  Un ejemplo de ello es Manchukuo; después de invadir Manchuria en 1931, el Imperio de Japón estableció el estado títere de Manchukuo en 1932, gobernado nominalmente por Puyi, el último emperador de China. Sin embargo, en la práctica, Manchukuo era controlado por Japón, que lo utilizó para expandir su influencia en Asia continental, explotar sus vastos recursos naturales (carbón, hierro, agricultura) y fortalecer su presencia militar en la región. Esto le permitió a Japón proyectar poder sin administrar directamente la zona, evitando tensiones diplomáticas más directas con otras potencias.
Zona de amortiguamiento: Un estado títere puede actuar como una zona de amortiguamiento que protege al país controlador de amenazas externas. Al controlar un estado vecino, el país controlador puede reducir el riesgo de que adversarios potenciales impacten directamente en sus fronteras. Un ejemplo de ello es Mongolia (1924-1992), allí tras la Revolución de Octubre en 1917 y la guerra civil rusa, la Unión Soviética consolidó el control sobre Mongolia, estableciendo la República Popular de Mongolia en 1924 como un estado comunista bajo su influencia. Mongolia sirvió como una zona de amortiguamiento entre la URSS y China, especialmente cuando las relaciones entre ambos se deterioraron en la década de 1960. Al mantener Mongolia como un estado dependiente, la URSS reducía la posibilidad de un ataque directo a su territorio por parte de China, asegurando una barrera estratégica contra una posible invasión o conflicto fronterizo.

### Beneficios económicos
Acceso a recursos: Los estados títeres suelen proporcionar acceso a recursos naturales valiosos, como minerales, petróleo o productos agrícolas. Este acceso puede fortalecer la economía del país controlador y mejorar su seguridad de recursos. El Congo Belga y Zaire bajo Mobutu (1965-1997) es un ejemplo de esta ventaja. Durante el régimen de Mobutu Sese Seko, Zaire (hoy República Democrática del Congo) funcionó como un estado títere de Occidente, en particular de Estados Unidos y Francia, que lo apoyaron para garantizar estabilidad en la región durante la Guerra Fría. A cambio, empresas occidentales tuvieron acceso privilegiado a los enormes recursos minerales del país, como cobre, cobalto y diamantes. Esto fortaleció la seguridad de recursos estratégicos para las potencias occidentales, especialmente en industrias como la aeroespacial y la militar.
Explotación económica: El país controlador puede beneficiarse de la economía del estado títere a través de acuerdos comerciales favorables o control sobre las políticas económicas. Esto puede traducirse en ventajas económicas, como el incremento del comercio, nuevas oportunidades de inversión y mayores ganancias financieras. Las Indias Orientales Neerlandesas (siglo XIX - 1949) son un ejemplo de este aprovechamiento por parte del estado controlante. Durante la época colonial, los Países Bajos convirtieron a las Indias Orientales Neerlandesas (hoy Indonesia) en una fuente de riqueza mediante la explotación económica. A través del Sistema de Cultivo (Cultuurstelsel) implementado en el siglo XIX, obligaron a los campesinos locales a destinar un porcentaje de sus tierras para el cultivo de productos de exportación como café, azúcar y tabaco, generando enormes ganancias para la economía neerlandesa, durante un período de 200 años la VOC produjo un retorno del 18% anual a sus inversores. Incluso tras la independencia de Indonesia en 1949, las empresas neerlandesas mantuvieron su influencia en la economía del país durante varios años.

### Reducción de costos militares
Acceso a fuerzas militares adicionales: Al establecer un régimen títere, el país controlador puede utilizar las fuerzas militares y de seguridad del estado títere en conflictos regionales o para mantener el orden interno, reduciendo sus propios gastos militares directos. Un ejemplo en este sentido es el caso de Corea del Sur durante la guerra de Vietnam (1964-1973); durante la guerra de Vietnam, Estados Unidos utilizó a Corea del Sur como un aliado militar clave, enviando más de 300 000 soldados surcoreanos para apoyar al gobierno de Vietnam del Sur contra el Viet Cong y el ejército de Vietnam del Norte. A cambio, EE. UU. proporcionó apoyo financiero y militar a Corea del Sur. Esta estrategia permitió a EE. UU. desplegar menos tropas propias y reducir el costo político interno de la guerra, utilizando fuerzas aliadas en su lugar.
Menor carga administrativa: Gestionar un estado títere suele ser menos costoso en términos de recursos que la administración directa. El país controlador puede ejercer influencia sin asumir las responsabilidades administrativas y logísticas completas de la gobernanza directa. En ejemplo de este beneficio es lo que aconteció con el Raj británico y los Estados Principescos de la India (1858-1947); el Imperio británico administró directamente gran parte de la India a través del Raj británico, pero también mantuvo más de 500 estados principescos gobernados por líderes locales leales a la Corona. En lugar de administrar directamente estas regiones, el Reino Unido permitió que los príncipes locales manejaran la gobernanza interna, mientras aseguraban lealtad a los intereses británicos. Esto redujo los costos administrativos y militares para Gran Bretaña, al tiempo que mantenía su control sobre el subcontinente indio.

### Control sobre la política regional
Influencia en la gobernanza local: Los estados títeres a menudo adoptan las políticas y directrices del país controlador, lo que permite al país controlador moldear la política regional sin las complicaciones de una administración directa.Un ejemplo clásico de este tipo de provecho es el caso de Irak bajo el mandato de Sadam Huseín, que fue considerado un estado títere de la Unión Soviética durante la Guerra Fría en algunas de sus fases. Aunque Sadam Huseín tenía su propio gobierno, la Unión Soviética ejerció gran influencia sobre sus políticas, especialmente en lo relacionado con el control de los recursos petroleros y la postura en la región. Aunque el régimen era formalmente independiente, las políticas del gobierno iraquí estaban alineadas con los intereses estratégicos de la URSS, lo que le permitía a esta última influir en el Medio Oriente sin necesidad de tomar el control directo del país.
Legitimidad y maniobras diplomáticas: Un estado títere puede proporcionar una fachada de legitimidad y estabilidad, lo cual puede ser aprovechado para respaldar iniciativas diplomáticas o influir en las relaciones internacionales, presentando un frente unido o alineándose con objetivos estratégicos más amplios. Un ejemplo claro de un estado títere que proporciona legitimidad y maniobras diplomáticas es Vichy, el gobierno colaboracionista de Francia durante la Segunda Guerra Mundial. Después de la invasión alemana, el gobierno de Vichy, liderado por Philippe Pétain, fue establecido como una administración independiente, aunque estaba fuertemente influenciado por la Alemania nazi. Este gobierno permitió a los nazis tener una fachada de legitimidad en Francia y ofrecer una cara "nacionalista" a la ocupación alemana. Además, fue utilizado por los nazis en sus relaciones diplomáticas para dividir a los aliados y asegurar un frente más homogéneo en Europa.

### Estabilidad interna
Minimización de la oposición: Al instalar un régimen títere, el país controlador puede suprimir la oposición local y la disidencia, favoreciendo la estabilidad regional y reduciendo el riesgo de levantamientos o insurgencias que puedan desafiar sus intereses. Un ejemplo de un estado títere que proporciona beneficios económicos al país controlador es Cuba bajo el régimen de Fulgencio Batista antes de la Revolución Cubana. Durante este período, el gobierno de Batista fue considerado un "títere" de los intereses de Estados Unidos, ya que las políticas de su gobierno estaban profundamente alineadas con los intereses económicos estadounidenses, especialmente en relación con la explotación de los recursos naturales de Cuba, como el azúcar y el tabaco. Las empresas estadounidenses controlaban una parte significativa de la economía cubana, y el gobierno de Batista facilitaba estas relaciones económicas, otorgando ventajas a Estados Unidos mientras mantenía un control sobre la población cubana.
Control de la información: Los estados títeres pueden ser utilizados para controlar o influir en la difusión de información, lo que ayuda al país controlador a gestionar su imagen pública y percepción internacional. Un ejemplo de un estado títere que da control sobre territorios clave es Manchukuo, un estado títere creado por Japón en 1932 en el noreste de China. Aunque oficialmente Manchukuo tenía un gobierno local, en la práctica era controlado por Japón, que usó este estado para asegurarse el acceso a los recursos naturales estratégicos de la región, como carbón, hierro y tierras agrícolas. Además, Manchukuo se convirtió en un punto clave en las estrategias militares japonesas, proporcionando una base segura para expandir su influencia en Asia. Japón usó este "estado independiente" para asegurar su control sobre la región sin la necesidad de una ocupación directa de toda China.

### Flexibilidad y adaptabilidad
Experimentación con políticas: Los estados títeres pueden servir como laboratorios para la implementación de políticas o estrategias que el país controlador podría estar considerando para sus propios territorios. Esto permite experimentar y ajustar enfoques sin comprometer directamente los intereses primarios del país controlador. Un ejemplo de un estado títere utilizado para experimentar con políticas es el caso de Polonia bajo el régimen comunista (1945-1989), específicamente durante la influencia de la Unión Soviética. Aunque Polonia tenía un gobierno que se presentaba como autónomo, en realidad estaba controlado por los soviéticos. La URSS utilizó a Polonia para implementar varias reformas políticas y económicas del modelo socialista, como la colectivización de la agricultura y la nacionalización de industrias. A través de Polonia, la Unión Soviética pudo probar estas políticas sin arriesgarse a enfrentar resistencia interna en su propio territorio, especialmente porque Polonia era un estado satélite con menos influencia internacional en comparación con la URSS misma.
Ventaja diplomática y económica: Los estados títeres pueden ser utilizados como instrumentos de negociación internacional, ofreciendo concesiones o alianzas que mejoren la posición diplomática o comercial del país controlador en el ámbito global. Un ejemplo de un estado títere que otorga una ventaja diplomática y económica es el Reino de Nápoles bajo el control de Francia durante las guerras napoleónicas. Después de que Napoleón Bonaparte tomara el control de gran parte de Europa, creó varios estados títeres como el Reino de Nápoles, bajo el control directo de su hermano José Bonaparte. Este reino permitió a Napoleón reforzar su influencia en la región mediterránea y negociar desde una posición de mayor poder con otras potencias europeas. Además, Nápoles le ofreció recursos estratégicos como el control sobre el comercio en el sur de Italia, lo que le permitió a Francia acceder a rutas comerciales importantes y fortalecer su economía, todo mientras mantenía la fachada de un estado independiente bajo la influencia napoleónica.